# Biroia seminigripennis
Biroia seminigripennis är en stekelart som först beskrevs av Günther Enderlein 1920.  Biroia seminigripennis ingår i släktet Biroia och familjen bracksteklar. Utöver nominatformen finns också underarten B. s. rufescens.